# Silvio Fernández y Rodríguez-Bastos
Silvio Fernández y Rodríguez-Bastos (c. 1857-1937) fue un pintor español.

## Biografía

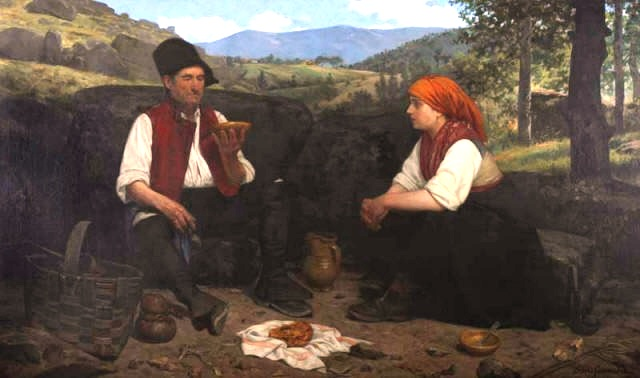
O xantar (1890). Museo de Pontevedra.

Nació en 1857 o 1859 en Galicia, barajándose varias localidades como posible lugar (Ribadavia, Orense, O Ribeiro o Santiago de Compostela). Fue discípulo en Valladolid de aquella Escuela de Bellas Artes y de José Martí y Monsó. En 1875 fue premiado en dicha Academia por su cuadro Un mozo de cuerda, que se conservaba en la misma. Posteriormente siguió sus estudios en la Escuela especial de Madrid y en Roma; y en 1881 concurrió a la Exposición Nacional con su cuadro Torquemada, que elogió la prensa periódica. Falleció en Orense el 10 de noviembre de 1937.